# Bistum Cajazeiras
Das Bistum Cajazeiras (lat.: Dioecesis Caiazeirasensis) ist eine in Brasilien gelegene römisch-katholische Diözese mit Sitz in Cajazeiras im Bundesstaat Paraíba.

## Geschichte
Das Bistum Cajazeiras wurde am 6. Februar 1914 durch Papst Pius X. aus Gebietsabtretungen des Erzbistums Paraíba errichtet und diesem als Suffraganbistum unterstellt. Am 17. Januar 1959 gab das Bistum Cajazeiras Teile seines Territoriums zur Gründung des Bistums Patos ab.

## Bischöfe von Cajazeiras
- Moisés Ferreira Coelho, 1914–1932, dann Koadjutorerzbischof von Paraíba
- João da Matha de Andrade e Amaral, 1934–1941, dann Bischof von Amazonas
- Henrique Gelain, 1944–1948, dann Bischof von Cafelândia
- Luis do Amaral Mousinho, 1948–1952, dann Bischof von Ribeirão Preto
- Zacarias Rolim de Moura, 1953–1990
- Matias Patrício de Macêdo, 1990–2000, dann Koadjutorbischof von Campina Grande
- José González Alonso, 2001–2015
- Francisco de Sales Alencar Batista OCarm, 2016–2023, dann Bischof von Mossoró
- Francisco de Assis Gabriel dos Santos CSsR, seit 2025